# Kahoku (Ishikawa)
Kahoku (Japans: かほく市, Kahoku-shi) is een stad aan de Japanse Zee in de prefectuur Ishikawa in Japan. De oppervlakte van de stad is 64,76 km² en begin 2009 had de stad bijna 35.000 inwoners. Door het noordelijk deel van de stad stroomt de rivier Omi en door het zuidelijk deel de Unoke.

## Geschiedenis
Op 1 maart 2004 werd Kahoku een stad (shi) na de samenvoeging van de gemeentes Unoke (宇ノ気町, Unoke-machi), Nanatsuka (七塚町, Nanatsuka-machi) en Takamatsu (高松町, Takamatsu-machi) van het District Kahoku.

## Verkeer
Kahoku ligt aan de Nanao-lijn van de West Japan Railway Company.
Kahoku ligt aan de Noto-autoweg/Noetsu-autosnelweg en aan de autowegen 159 en 471.

## Economie
De belangrijkste takken van industrie zijn de textielindustrie, de productie van ijzerwaren (smeedwerk) en de elektronica-industrie. Binnen de textielindustrie vormt de productie van elastische band een belangrijk deel.
Bekende landbouwproducten uit Kahoku zijn druiven, kaki, bergyams, watermeloenen en zoete aardappelen.

## Bezienswaardigheden
- Kamiyamada schelpenheuvel, een heuvel met resten uit de Jōmon-periode
- Tempels en heligdommen zoals het Kamo heligdom en de Hachiman-jinja
- Kahoku lagune: na de afsluiting van de zee is het brakwatermeer een zoetwatermeer geworden
- Ishikawa Nishida Kitaro Museum voor Filosofie
- Maritiem en Kustmuseum
- Omi Nishiyama archeologisch park/museum
- parken zoals het Nanatsuka Chuo stadspark, Tani park (met vele kersenbomen), het Shirō Shirayuri park en het Unoke Sogo park (met veel sportfaciliteiten)

## Geboren in Kahoku
- Kitaro Nishida (西田 幾多郎, Nishida Kitarō), filosoof

## Stedenbanden
Kahoku heeft een stedenband met
- Meßkirch, Duitsland sinds 1985 (met Unoke)